# Vincent Daniel Roth
Pour les articles homonymes, voir Roth.
Vincent Daniel Roth est un arachnologiste américain, né le 12 février 1924 à Portland et mort le 27 juillet 1997 à Portal dans l'Arizona.

## Biographie
D’origine allemande et amérindienne de la tribu des Menominee, Vincent Daniel Roth est un naturaliste passionné, spécialisé sur les arachnides. Il est l’auteur de 70 articles et a décrit 43 nouvelles espèces (42 araignées et une Asteraceae).
Il commence comme employé en entomologie appliquée avant de diriger, durant 25 ans, la station de recherche du sud-ouest de l’American Museum of Natural History.
Deux arachnologistes ont marqué la vie de Roth : Harriet Exline Frizzell (1909-1968) et Willis J. Gertsch (1906-1998). Ce dernier a étudié l’ouest des États-Unis d'Amérique et le Mexique et a encouragé Roth dans ses recherches. Les deux hommes étaient amis : Roth et sa femme s’installent ainsi près de la maison où Gertsch avait pris sa retraite.